# Daclera naturalis
Espèce
Daclera naturalis est une espèce fossile de punaises de la super-famille des Coreoidea, de la famille des Alydidae et de la sous-famille des Alydinae.
Selon la Paleobiology Database en 2023, ce taxon est déclaré nomen dubium de la famille Alydidae depuis 1977.

## Classification
L'espèce Daclera naturalis a été décrite scientifiquement pour la première fois par Nicolas Théobald en 1937. Par contre Fossilworks le déclare nomen dubium dans la famille Alydidae.
Cette espèce, Daclera naturalis a été décrite et l'holotype est un nouveau spécimen identifié A 1014 venant du gypse d'Aix-en-Provence et a une longueur totale de 13,5 mm. La description continue avec deux autres spécimens A1015 et A1018 d'Aix-en-Provence et d'un spécimen AS8 venant de Strasbourg.

### Nomen dubium: 1977
Selon Paleobiology Database en 2023, cette espèce est déclarée nomen dubium de la famille Alydidae par Štys and Říha en 1977,.

## Description

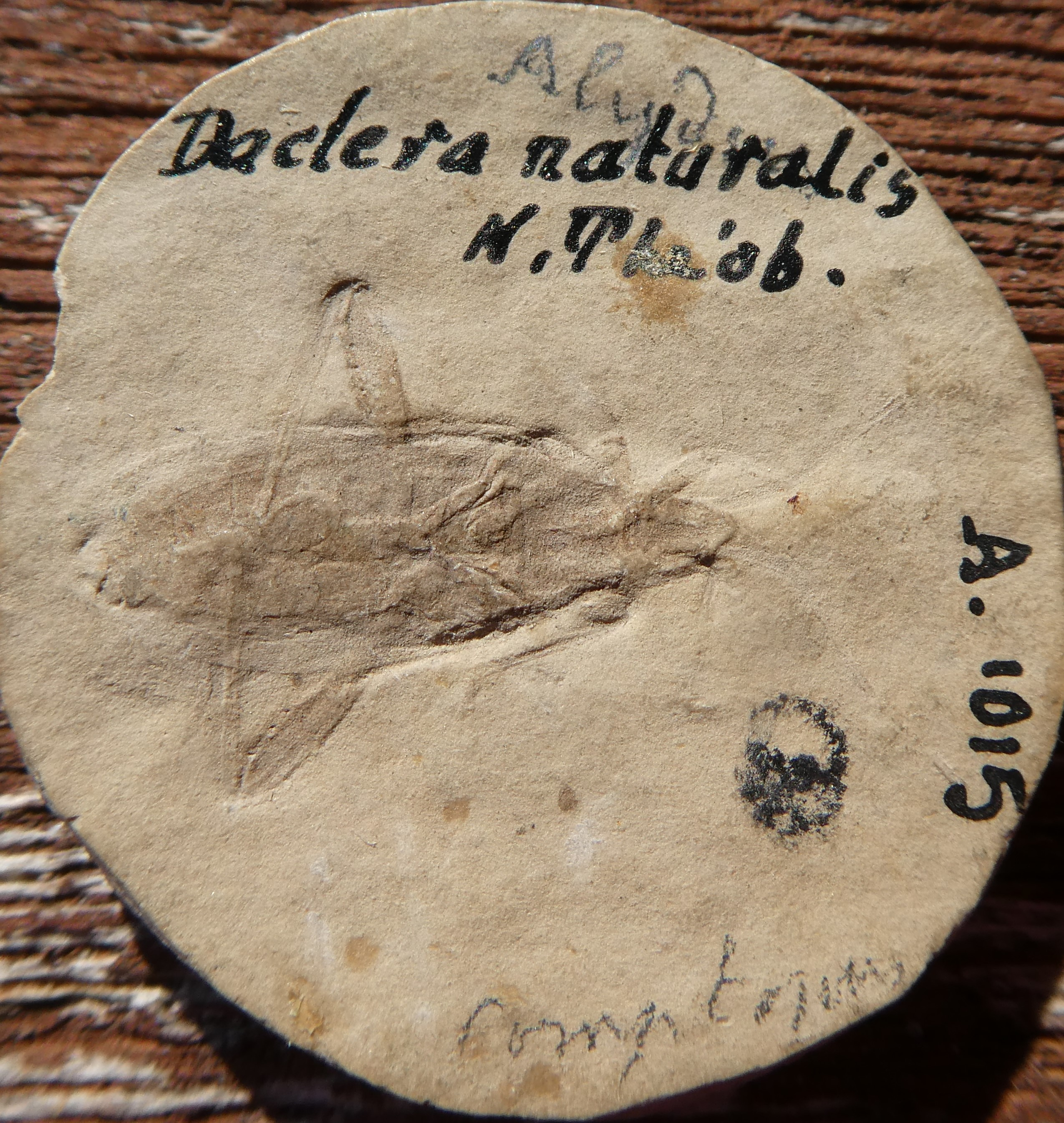
Daclera naturalis par Nicolas Théobald échantillon non holotype A1015.

### Caractères
La diagnose de Nicolas Théobald en 1937, : 

« Insecte au corps brunâtre. tête un peu plus longue que large, légèrement rétrécie derrière les yeux qui sont petits et placés sur les côtés un peu en arrière du milieu de la tête; front allongé en pointe; lobe médian légèrement renflé vers l'apex; antennes insérées en avant de la ligne des yeux; 1er article un peu moins long que la tête, 2° et 3° articles subégaux, plus longs que le 1er et le 4°, ce dernier légèrement renflé. Les antennes sont de couleur  brunâtre et couvertes de ponctuations comme le reste de la tête. pronotum un peu plus long que la tête, plus large à l'arrière qu'à l'avant; en avant du bord postérieur et vers le milieu, deux petits renflements; les angles postérieurs semblent être renflés de même; scutellum triangulaire, plus court que le pronotum. Abdomen allongé, cylindrique, apex arrondi, segments non visibles. Elytres dépassant l'extrémité de l'abdomen; corie cornée, coriace, sombre, nervures visibles (v.fig) : entre les nervures, ponctuations brunes, identiques à celles qu'on voit sur la tête, le pronotum et le scutellum; membrane enfumée à nombreuses nervures; membrane et corie séparées par une zone claire. Pattes II et III bien conservées; cuisse II peu renflée, couverte de ponctuations foncées, porte des épines courtes le long du bord postérieur; tibia allongé, à peine incurvé; tarse ne montre plus que 2 articles. »

### Dimensions
La longueur totale est de 13,5mm

### Affinités
« La nervation des ailes et le port de l'Insecte le carctérisent comme appartenant aux Coreidae. Il se rapproche beaucoup des Alydus, mais dans ce genre le dernier article des antennes est plus allongé. Il se distingue du g. Coreus par l'absence d'épines sur le thorax. Le g. Daclera me semble plus proche. La structure de la tête, des antennes, du pronotum est identique; les cuisses III sont de même armées d'épines; la courbure du tibia III est pourtant moins nette dans notre échantillon. D. levana DIST. des Indes du Sud me semble l'espèce actuelle la plus voisine du D. naturalis. »

## Biologie
« Le g. Daclera est répandu dans les Indes et en Australie. »

## Galerie

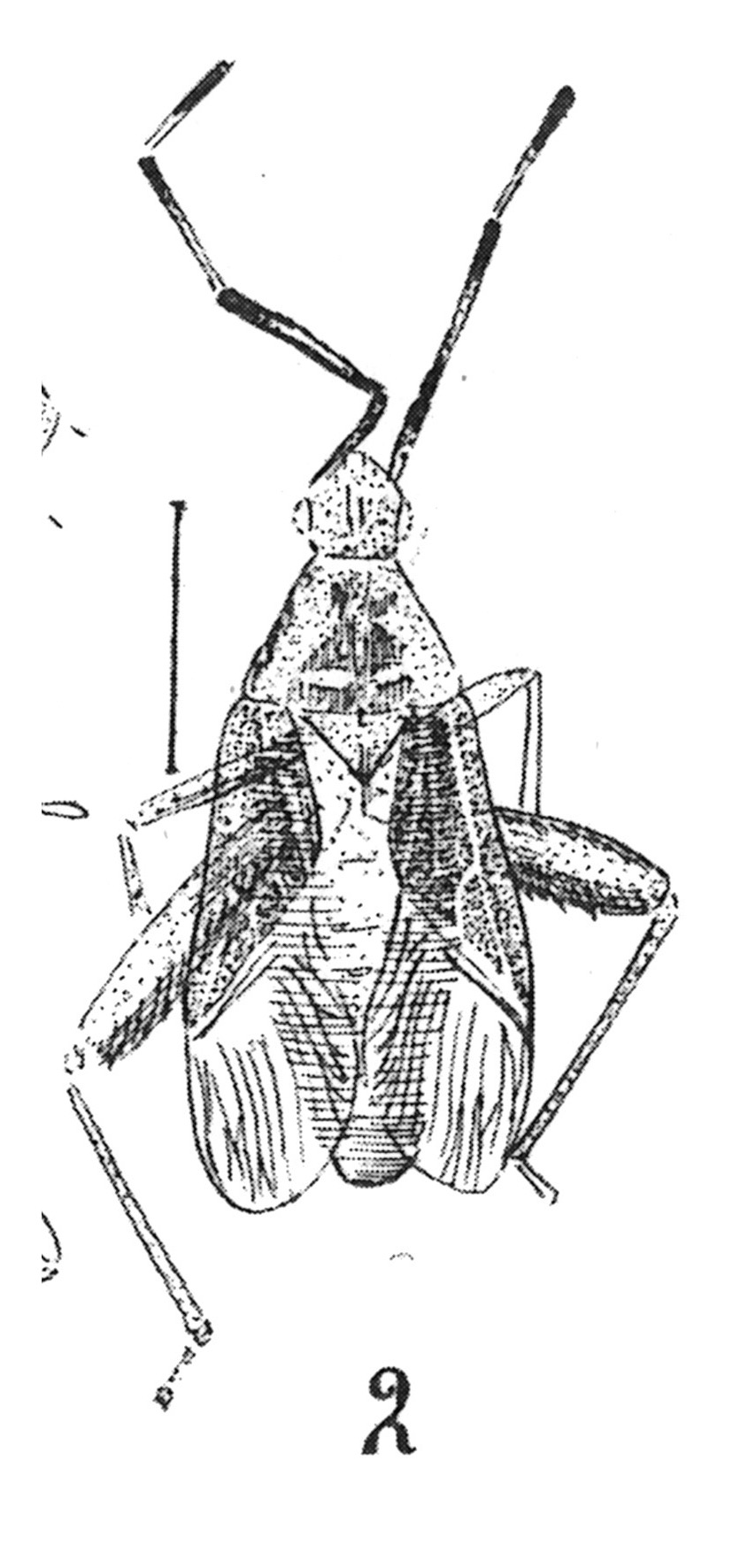
Daclera naturalis : Holotype
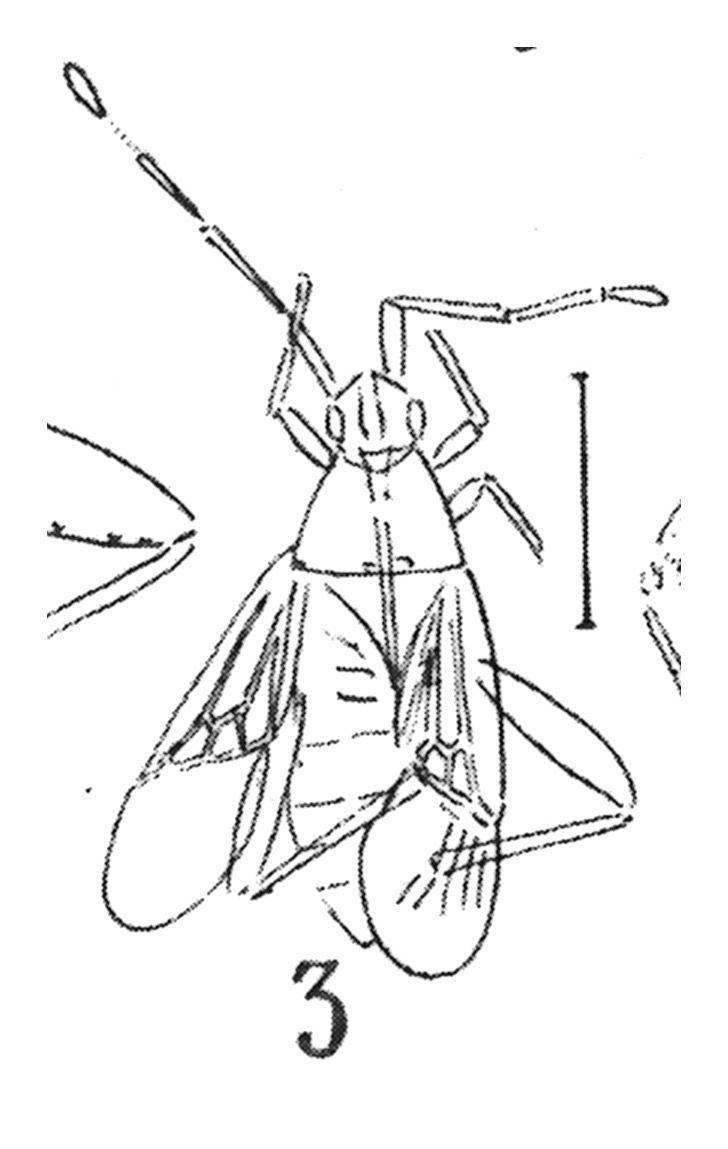
Daclera naturalis : éch A1018
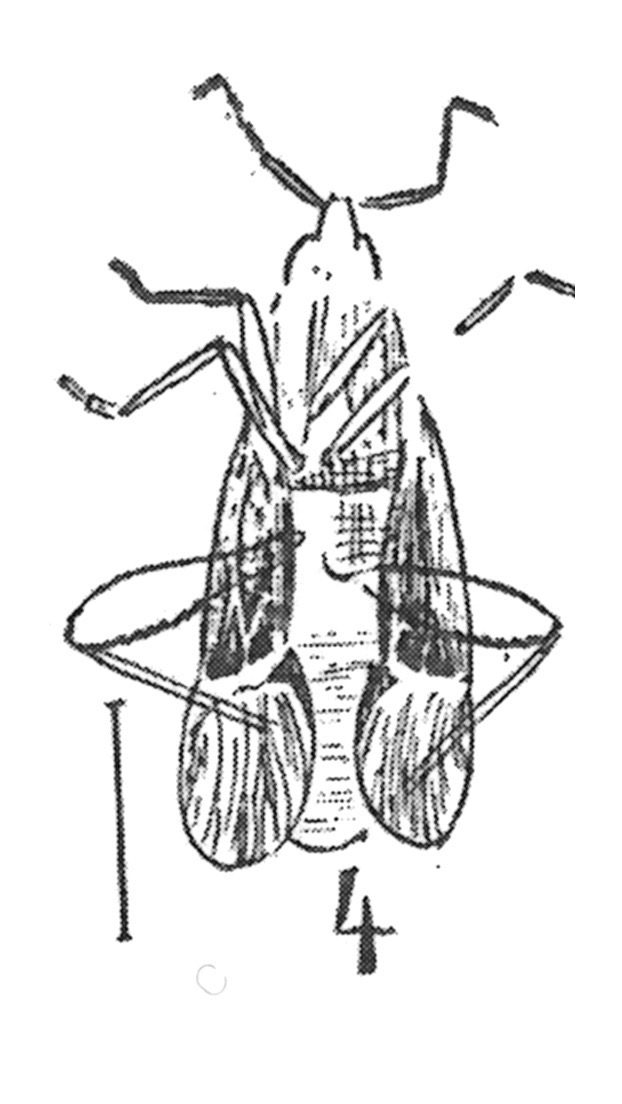
Daclera sp. : éch. AS8
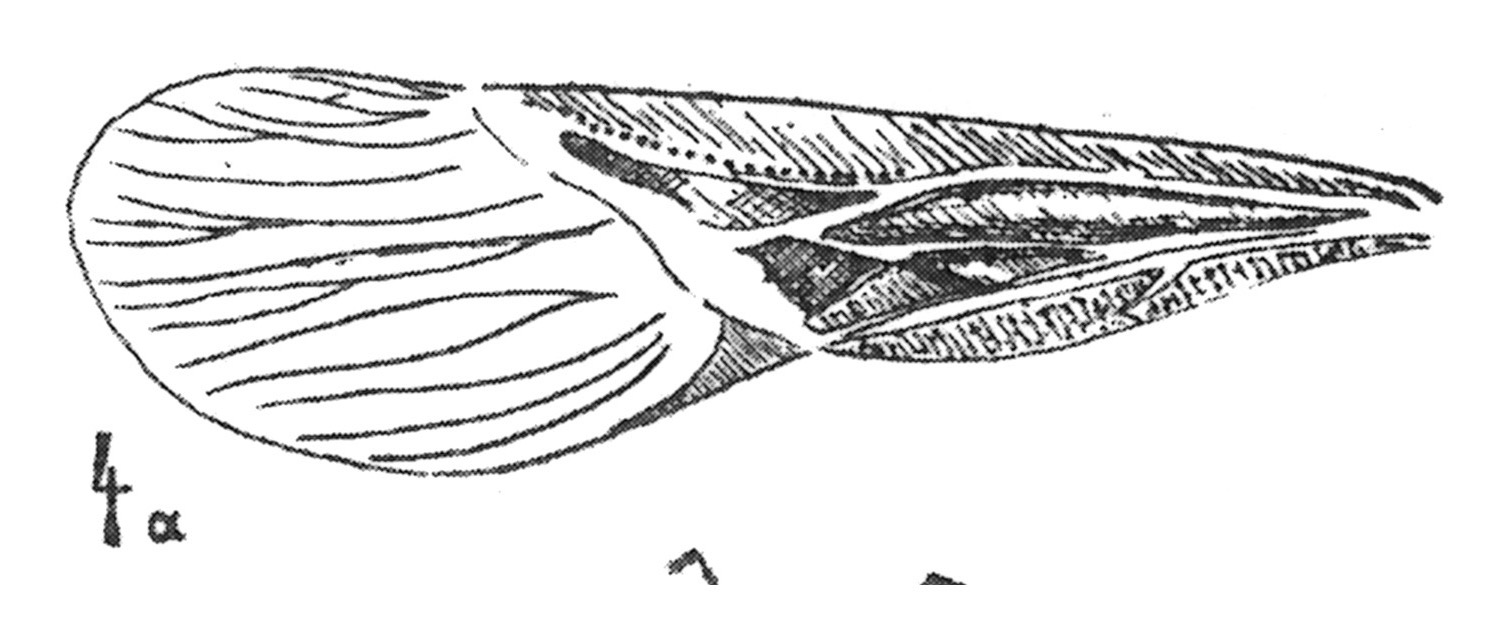
aile de l'éch. AS8 : Daclera sp.

### Publication originale
- [Nicolas Théobald 1937] Nicolas Théobald, « Les insectes fossiles des terrains oligocènes de France 473 p., 17 fig., 7 cartes,13 tables, 29 planches hors texte », Bulletin Mensuel de la Société des Sciences de Nancy et Mémoires de la Société des sciences de Nancy, Imprimerie G. Thomas,‎ 1937, p. 1-473 (ISSN 1155-1119 et 2263-6439, OCLC 786027547). .